# Fluda goianiae
Fluda goianiae är en spindelart som beskrevs av Soares, Camargo 1948. Fluda goianiae ingår i släktet Fluda och familjen hoppspindlar. Inga underarter finns listade i Catalogue of Life.